# Droga doskonałości
Droga doskonałości (hiszp. Camino de perfección) – dzieło św. Teresy z Ávili, Doktora Kościoła i mistyczki napisane w latach 1566-82 i opublikowane w 1583 roku. Celem książki było stworzenie praktycznego poradnika dotyczącego rozwoju moralnego i duchowego dla karmelitanek bosych i przełożonych. Problem podjęty jest jednak również z szerszej perspektywy, przez co dzieło nabiera charakteru bardziej uniwersalnego. Droga doskonałości podejmuje zarówno mistyczną jak i ascetyczną stronę rozwoju życia duchowego.